# Токио (футбольный клуб)
«Токио» (яп. FC東京 Эфуси То:кё:, англ. F.C. Tokyo) — японский футбольный клуб из города Токио.

## История
Клуб был основан в 1935 году как футбольная секция компании «Токио Газ». В 1999 году перед присоединением к профессиональной футбольной Джей-лиге переименован в «ФК Токио». В первом же профессиональном сезоне клуб занял 2-е место во Втором дивизионе Джей-лиги и вышел в Первый дивизион. Сейчас клуб по-прежнему играет в элитном дивизионе Японии. Высшим достижением в чемпионате было 2-е место в сезоне 2019.

## Достижения
- Обладатель Кубка Императора: 2011
- Обладатель Кубка лиги: 2004, 2009
- Обладатель Кубка банка Суруга (1): 2010